# Centuriatus auromicans
Centuriatus auromicans är en skalbaggsart som först beskrevs av Ernst Hellmuth von Kiesenwetter 1851.  Centuriatus auromicans ingår i släktet Centuriatus och familjen strandgrävbaggar. Inga underarter finns listade i Catalogue of Life.